# غازي عثمان باشا

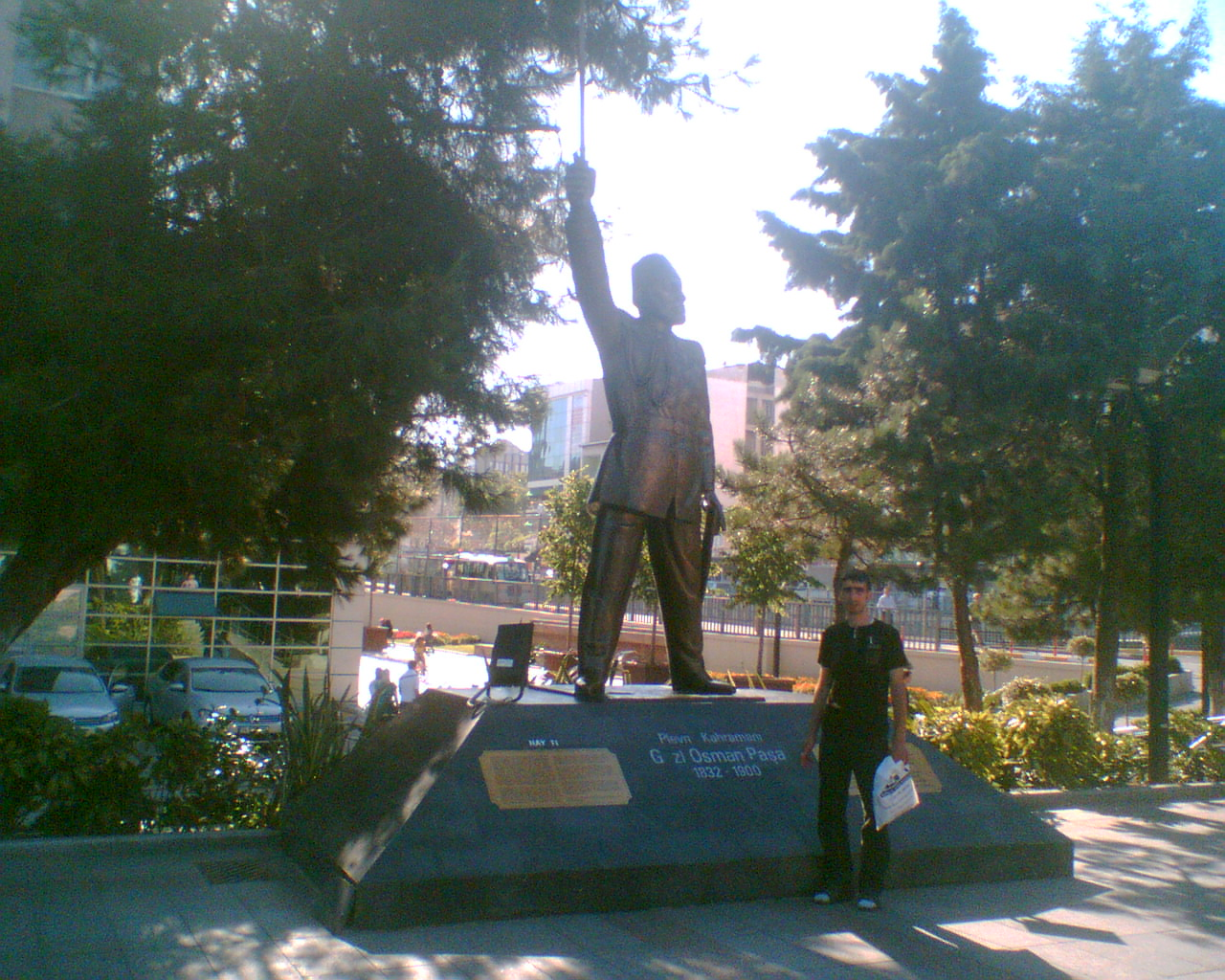
تمثال عثمان باشا في بلدية غازي عثمان باشا

غازي عثمان باشا (بالتركية: Gaziosmanpaşa)‏ هي إحدى بلديات مدينة إسطنبول. تقع في الشطر الأوربي من المدينة.
يبلغ عدد سكانها 400.000 نسمة، وهي واحدة من أكثر المناطق اكتظاظًا بالسكان. في عام 2009، تم تقسيم بلدية غازي عثمان باشا إلى ثلاثة أحياء سكينة: غازي عثمان باشا (المنطقة المركزية)، وسلطان غازي (الجزء الشمالي)، وأرناؤوط كوي (في أقصى الشمال). تقع إيسينلار وبيرم باشا في الغرب، وتقع سلطان غازي في الشمال، وأيوب يقع في جنوب وشرق المنطقة. تم تشكيلها من أجزاء من مُديريتي أيوب وجتالجة في عام 1963.

## التاريخ
سُمّيت المنطقة باسم الغازي عثمان نوري باشا (1832-1900)، وهو قائد عسكري عثماني بارز، كان نشطًا في البلقان. كانت المنطقة خالية من المراعي الصخرية حتى الخمسينيات من القرن الماضي عندما استقر فيها المهاجرون من البلقان (خاصة من بلغاريا ويوغوسلافيا وتراقيا الغربية). تم بناء الكثير من مساكنهم بشكل غير قانوني، وكانت عبارة عن أكواخ صغيرة بدائية. توسّعت منطقة غازي عثمان باشا بسرعة خلال السبعينيات والثمانينيات بسبب الهجرة من شرق الأناضول. لا يزال عدد السكان ينمو مع نصف الأشخاص الذين تقل أعمارهم عن 20 عامًا. من مواليد المنطقة هناك هيدو توركوغلو، نجم أورلاندو ماجيك في الإن بي إيه، وأيضا سميح إردن، لاعب كليفلاند كافالييرز.

## غازي عثمان باشا اليوم
لا يزال مركز غازي عثمان باشا يسكنه أحفاد مهاجري البلقان في الخمسينيات والستينيات من القرن الماضي. الآن يتم هدم معظم المنازل غير القانونية الأصلية، وتُستبدل بمجموعات شبه قانونية من الشقق لإيواء الأطفال والأحفاد.
في أرجاء أخرى من المنطقة، توجد مجتمعات معزولة، يهيمن عليها المهاجرون من الأناضول. هذه المناطق هي بوتقة انصهار عرقية ودينية وسياسية. على وجه الخصوص، يوجد في إحدى مناطق غازي عثمان باشا عدد كبير من المهاجرين من محافظة تونجلي، وهي مقاطعة يسكنها بشكل رئيسي أشخاص يدّعون الهويات الكردية والزازية. يؤدي هذا الاختلاط بجانب عدد الشباب في هذه المجتمعات - في بعض الأحيان - إلى تكوين سُمعة سيئة عن غازي عثمان باشا، حيث تًصبح مركزا للجريمة والعنف اليساري واليميني في إسطنبول.
يحاول مجلس المدينة الخروج من هذا الوضع من خلال إنشاء مرافق رياضية ومسارح ومراكز تسوق ووسائل نقل. ولكن لا يزال يتم بناء المزيد من المساكن. نظرًا لأن المنطقة نمت دون رقابة أو لوائح كافية، لا تزال المدينة تكافح من أجل وضع المدارس والبنية التحتية الأخرى في جميع أنحاء غازي عثمان باشا لدعم السكان، بينما يجري التطوير الصناعي أيضًا.
تعاني المنطقة من البطالة على الرغم من دخول الصناعة، وأصحاب العمل الرئيسيون هم ورش صغيرة تنتج تجهيزات الإضاءة والسلع الكهربائية والملابس والمخرطة وإصلاح السيارات وغيرها.
تهدف مشاريع التجديد الحضري إلى تنشيط المنطقة من خلال زيادة أسعار المساكن.

## علاقات دولية

### المدن التوأم - المدن الشقيقة
- صربيا: توتين [الإنجليزية][3]

## روابط خارجية
- الموقع الرسمي لمُحافظ البلدية باللغة التركية
- الموقع الرسمي لبلدية المقاطعة باللغة التركية